# Ördög a részletekben
Az Ördög a részletekben (eredeti cím: The Little Things) 2021-ben bemutatott amerikai bűnügyi filmthriller, melynek forgatókönyvírója és rendezője John Lee Hancock, a producerei Hancock és Mark Johnson. A főbb szerepekben Denzel Washington, Rami Malek és Jared Leto látható.
Az Amerikai Egyesült Államokban 2021. január 29-én mutatta be a Warner Bros. Pictures, Magyarországon DVD-n jelent meg szinkronizálva 2021 májusában. Általánosságban vegyes kritikákat kapott a kritikusoktól. Dicsérték a szereplőgárdát, a rendezést és a film hangulatát, de bírálták a forgatókönyvet (mely egyesek szerint az 1995-ös Hetedik című filmre hasonlít). Leto az alakításáért legjobb férfi mellékszereplőnek járó Golden Globe-jelölést kapott, valamint hasonló kategóriában Screen Actors Guild-díjra is jelölték.

## Cselekmény
Joe "Deke" Deacon seriffhelyettes veterán nyomozóként egy sorozatgyilkossági ügybe keveredik, amit Jim Baxter nyomozó igyekszik felderíteni. Deacon karrierje látott szebb napokat is, miután a munkája felőrölte a családi kapcsolatait. A gyilkosságokkal egy helyi autószerelőt, Albert Sparmát gyanúsítják, noha perdöntő bizonyíték nincs a bűnösségére, Sparma pedig mintha direkt a bolondját járatná a zsarukkal. A nyomozás aztán egyre inkább a rendőrök személyes drámájává kezd válni, akik időnként a törvényesség határait is átlépik.

## Szereplők
| Színész           | Szerep                            | Magyar hang      |
| ----------------- | --------------------------------- | ---------------- |
| Denzel Washington | Joe "Deke" Deacon seriffhelyettes | Kálid Artúr      |
| Rami Malek        | Jim Baxter LASD nyomozó           | Fehér Tibor      |
| Jared Leto        | Albert Sparma                     | Kaszás Gergő     |
| Chris Bauer       | Sal Rizoli nyomozó                | Holl Nándor      |
| Michael Hyatt     | Flo Dunigan                       | Kocsis Mariann   |
| Terry Kinney      | Carl Farris LASD kapitány         | Berzsenyi Zoltán |
| Natalie Morales   | Jamie Estrada nyomozó             | Ágoston Katalin  |
| Isabel Arraiza    | Ana Baxter                        | Laurinyecz Réka  |
| Joris Jarsky      | Sergeant Rogers nyomozó           | Szrna Krisztián  |
| Glenn Morshower   | Henry Davis százados              | Bácskai János    |
| Frederick Koehler | Stan Peters                       | Moser Károly     |
| Charlie Saxton    | Felix                             | Czető Roland     |

## A film készítése
Az első tervezetet Hancock írta 1993-ban Steven Spielberg rendezésében, de Spielberg tovább állt, mert túl sötétnek érezte a történetet. Hancock szerint Brandon Lee színész, aki abban az évben halt meg, szerepet játszott volna a filmben, miután elolvasta a forgatókönyvet.
2019 márciusában Denzel Washington aláírt a film főszerepére. Májusban Rami Malek csatlakozott a stábhoz. Jared Leto augusztusban tárgyalásokat folytatott a feltételezett sorozatgyilkos, Albert Sparma szerepéről. Natalie Morales, Joris Jarsky, Sheila Houlahan és Sofia Vassilieva szeptemberben, valamint Michael Hyatt, Kerry O'Malley, Jason James Richter, Isabel Arraiza és John Harlan Kim októberben csatlakoztak a szereplők köreihez. Novemberben Chris Bauer is csatlakozott.
A film forgatása 2019. szeptember 2-án kezdődött Los Angelesben (Kalifornia). 2019 decemberében fejeződött be.
A film zenéjét Thomas Newman szerezte.

## Fordítás
- Ez a szócikk részben vagy egészben  a   The Little Things (2021 film) című angol Wikipédia-szócikk fordításán alapul.  Az eredeti cikk szerkesztőit annak laptörténete sorolja fel. Ez a jelzés csupán a megfogalmazás eredetét és a szerzői jogokat jelzi, nem szolgál a cikkben szereplő információk forrásmegjelöléseként.